# Lijst van bouwwerken van Alphons Boosten
Dit is een Lijst van bouwwerken van architect Alphons Boosten (1893-1951). Boosten ontwierp vooral in Limburg kerken, woonhuizen, kloosters en scholen.
| Bouw      | Naam                                                                   | Plaats                   | Bijzonderheden | Afbeelding                                              |
| --------- | ---------------------------------------------------------------------- | ------------------------ | --- | ------------------------------------------------------- |
| 1921      | Woonhuis, Lyonnetstraat                                                | Maastricht               | |                                                         |
| 1921-1922 | Johannes de Doperkerk                                                  | Eygelshoven              | In samenwerking met Jos Ritzen | Johannes de Doperkerk                                   |
| 1921-1922 | Heilig Hart van Jezuskerk (Koepelkerk)                                 | Maastricht               | In samenwerking met Jos Ritzen |                                                         |
| 1921-1928 | St. Margaritakerk                                                      | Margraten                | Schip door Boosten gebouwd, bij al bestaande toren                                                                                          |                                                         |
| 1922      | Sint-Angelaschool en klooster                                          | Maastricht (Scharnerweg) | In samenwerking met Ritzen |                                                         |
| 1923      | St. Martinuskerk                                                       | Maastricht               | Boosten ontwierp de sacristie |                                                         |
| 1923      | Klooster Broeders van Maastricht, Brusselsestraat 38 (uitbreiding)     | Maastricht               | |                                                         |
| 1924      | Woonhuis, Franciscus Romanusweg 44                                     | Maastricht               | |                                                         |
| 1924      | Villa, Heigank 132                                                     | Nieuwenhagen             | |                                                         |
| 1925      | Diverse elektriciteitshuisjes                                          | Maastricht               | |                                                         |
| 1925      | Woonhuizen, Lieve Vrouwestraat 2 en 10-12                              | Vaals                    | |                                                         |
| 1925      | Sigarenfabriek, Maastrichterlaan 49                                    | Vaals                    | |                                                         |
| 1926      | Woonhuis, Aldenhofpark 36                                              | Maastricht               | |                                                         |
| 1927      | Woonhuis, Aldenhofpark 3-4                                             | Maastricht               | |                                                         |
| 1927      | Bedrijfs-fabriekswoning                                                | Geleen                   | |                                                         |
| 1927      | Bedrijfs-fabriekswoning                                                | Geleen                   | |                                                         |
| 1927      | Bedrijfs-fabriekswoning                                                | Geleen                   | |                                                         |
| 1927      | Bedrijfs-fabriekswoning                                                | Geleen                   | |                                                         |
| 1927      | Bedrijfs-fabriekswoning                                                | Geleen                   | |                                                         |
| 1927-1929 | Woonwijk Langeberg-Venweg                                              | Brunssum                 | Boosten ontwierp een wijk met 524 woningen en 3 winkels                                                                                     |                                                         |
| 1927      | Enkele mijnwerkerswoningen                                             | Terwinselen              | |                                                         |
| 1927-1930 | Woonhuizen Graaf van Waldeckstraat 12-14-16, 18-20-22, 24-26 en 28     | Maastricht               | |                                                         |
| 1928      | Woonhuizen, Sint Lambertuslaan                                         | Maastricht               | |                                                         |
| 1928      | Woonhuis met winkel, Wycker Brugstraat                                 | Maastricht               | |                                                         |
| 1928      | Villa Bellwood                                                         | Valkenburg               | |                                                         |
| 1928      | 'Strohuis'                                                             | Vaals                    | rietgedekt woon- en huisartspraktijkhuis |                                                         |
| 1929-1932 | H. Antonius van Paduakerk                                              | Kerkrade-Bleijerheide    | |                                                         |
| 1929-1931 | St. Jozefkerk                                                          | Valkenburg-Broekhem      | |                                                         |
| 1931      | St. Jozefgesticht                                                      | Valkenburg               | |                                                         |
| 1931      | Ulo-school "Maria Immaculata"                                          | Maastricht (Hunnenweg)   | |                                                         |
| 1931      | Villa, Hogeweg                                                         | Voerendaal               | |                                                         |
| 1932      | Broederklooster                                                        | Schiedam                 | |                                                         |
| 1932      | Kloosterkapel                                                          | Gulpen                   | Nu onderdeel gemeentehuis in Gulpen | Gemeentehuis Gulpen-Wittem met voormalige kloosterkapel |
| 1933      | Ursulinenkweekschool                                                   | Maastricht               | |                                                         |
| 1933      | Woonhuis Hertogsingel 43                                               | Maastricht               | |                                                         |
| 1933      | Landarbeiderswoning (kasteel Abdij van Hocht)                          | Neerharen (België)       | In opdracht van Baron de Lambert, toenmalig eigenaar van het kasteel en de landerijen van Hocht, door Boosten ontworpen landarbeiderswoning |                                                         |
| 1934      | Sint-Servaasfontein                                                    | Maastricht               | En het beeld door Charles Vos | Sint-Servaasfontein                                     |
| 1934-1935 | Bedrijfs-fabriekswoning                                                | Geleen                   | |                                                         |
| 1935-1936 | Wooncomplex Boschpoort                                                 | Maastricht               | |                                                         |
| 1935-1937 | St. Hubertuskerk                                                       | Genhout                  | |                                                         |
| 1935-1937 | St. Gerardus Majellakerk                                               | Heerlen-Heksenberg       | |                                                         |
| 1936      | Damespensionaat Elisabeth Gruytershuis                                 | Maastricht               | |                                                         |
| 1936-1937 | Juvenaat van de Broeders van Maastricht                                | Maastricht               | Boosten ontwierp het juvenaat bij een al bestaand klooster / scholencomplex                                                                 |                                                         |
| 1936-1937 | Heilig Hart van Jezuskerk                                              | Oud-Caberg               | Boosten ontwierp het koor (uitbreiding) |                                                         |
| 1937      | Sint-Lidwinapaviljoen van de Broeders van Maastricht (ziekenpaviljoen) | Maastricht               | |                                                         |
| 1937      | St. Amanduskerk                                                        | Zwevegem (B)             | |                                                         |
| 1938      | Woonhuis, Bovenstraat 28                                               | Noorbeek                 | |                                                         |
| 1939      | Stella Marisschool (Ursulinen)                                         | Maastricht               | Boosten breidde het bestaande lyceum voor meisjes uit                                                                                       |                                                         |
| 1939      | Sint-Barbarakerk en pastorie                                           | Bunnik                   | Sinds 1999 rijksmonument |                                                         |
| 1939-1940 | Sint-Stephanuskerk                                                     | Dieteren                 | |                                                         |
| 1939-1940 | Sint-Jozefkerk                                                         | Weert-Keent              | |                                                         |
| 1939-1940 | Sint-Jozefkerk                                                         | Stein-Kerensheide        | | Sint-Jozefkerk Stein                                    |
| 1941-1942 | Woonhuizen, Dr. Poelsstraat                                            | Terwinselen              | |                                                         |
| 1942-1952 | Sacramentskerk Arnhem-Zuid                                             | Arnhem                   | Gesloopt in 2006 |                                                         |
| 1945-1947 | Mariakapel                                                             | Mheer                    | |                                                         |
| 1946      | Openluchttheater ?                                                     | Tegelen                  | |                                                         |
| 1947-1948 | Sint-Martinuskerk                                                      | Gronsveld                | Restauratie oorlogsschade |                                                         |
| 1948      | Heilige-Familiekapel                                                   | Lottum                   | |                                                         |
| 1948-1949 | H. Gertrudiskerk                                                       | Maasbracht               | Boosten ontwierp de kerk bij een al bestaande middeleeuwse toren                                                                            |                                                         |
| 1948-1950 | Kantoorgebouw vloertegelfabriek Rema, Franciscus Romanusweg 44         | Maastricht               | De fabriek van Alfred Regout & Co. uit 1888, later Rema genoemd, was bij een bombardement in 1944 totaal verwoest                           |                                                         |
| 1948-1953 | Sint-Christoffelkathedraal                                             | Roermond                 | Restauratie oorlogsschade |                                                         |
| 1949      | St. Willibrorduskerk                                                   | Geijsteren               | |                                                         |
| 1949-1950 | Sint-Annakapel                                                         | Sint Odiliënberg         | | Sint-Annakapel Sint Odiliënberg                         |
| 1949-1951 | Basiliek van de H.H. Wiro, Plechelmus en Otgerus                       | Sint Odiliënberg         | Restauratie oorlogsschade |                                                         |
| 1949-1950 | Johannes de Doperkerk                                                  | Baexem                   | |                                                         |
| 1950-1951 | Kapel                                                                  | Nijmegen                 | |                                                         |
| 1950-1953 | Onbevlekt Hart van Mariakerk                                           | Maastricht               | In 2011 aan de eredienst onttrokken |                                                         |
| 1950-1955 | Onze Lieve Vrouw Tenhemelopnemingskerk                                 | Grubbenvorst             | |                                                         |
| 1950-1953 | Gemmakerk                                                              | Sittard-Sanderbout       | |                                                         |
| 1951      | Limburgs Verzetsmonument                                               | Roermond                 | Voetstuk, In samenwerking met Charles Vos                                                                                                   |                                                         |
| 1951-1953 | Sint-Lambertuskerk                                                     | Horst                    | Na Boostens overlijden werd het werk voortgezet door Jean Huysmans                                                                          |                                                         |
| 1951-1953 | Sint-Odakerk                                                           | Melderslo                | |                                                         |
| 1951-1952 | Heilige-Familiekerk                                                    | Brunssum-Langeberg       | |                                                         |
| 1951-1952 | Sint-Josephkerk                                                        | Hoensbroek-Passart       | |                                                         |
| 1952      | Herstel klooster Broeders van Maastricht, Brusselsestraat 38           | Maastricht               | Voorgevel hersteld na bombardement in 1944                                                                                                  |                                                         |
| 1952-1953 | Onbevlekt Hart van Mariakerk (Fatimakerk)                              | Brunssum-Kruisberg       | |                                                         |
| 1960-1970 | Bisschoppelijk College Weert                                           | Weert                    | |                                                         |